# Elezioni presidenziali in Argentina del 2003
Le elezioni presidenziali in Argentina del 2003 si tennero il 27 aprile. Poiché nessun candidato aveva ottenuto un numero di voti sufficiente per essere eletto (il 45%, ovvero il 40%, nel caso di una differenza superiore al 10% con il candidato classificatosi secondo), avrebbe dovuto svolgersi il 18 maggio un secondo turno di ballottaggio tra i due candidati che avevano ricevuto il maggior numero di voti, Carlos Saúl Menem e Néstor Kirchner; nondimeno, avendo Menem ritirato la propria candidatura in vista del ballottaggio, questo non si è svolto e Kirchner è divenuto Presidente.

## Contesto

### Quadro politico
Queste elezioni sono le prime dopo la disastrosa crisi economica del 2001 che ha colpito l'Argentina nel pieno del mandato presidenziale del radicale Fernando de la Rúa alla guida di un governo di centro-sinistra dell'Alleanza per il lavoro, la giustizia e l'educazione formata dai radicali e da alcune componenti progressiste del Partito Giustizialista contrarie alla politica di Carlos Menem.
Il governo di de la Rúa ha proseguito le politiche liberiste del Presidente Menem e ciò ha provocato le critiche dell'ala di sinistra del governo che alla fine ha deciso di uscire dal governo e di far parte dell'opposizione, anche il Vicepresidente Carlos "Chacho" Álvarez di estrazione peronista (2000).
Alle elezioni legislative del 2001 il centro-sinistra radicale ha perso le elezioni ed è stato sconfitto dalla nuova Coalizione Giustizialista di centro-sinistra guidata dall'ex Vicepresidente Eduardo Duhalde critico sia nei confronti del governo in carica sia di quello precedente in cui ha partecipato. Il PJ (giustizialista) dopo Menem ha cambiato radicalmente la sua posizione ritornando ad essere un partito di centro solidarista orientato a sinistra. De la Rúa nomina l'ex ministro dell'Economia di Menem, Domingo Cavallo, come nuovo titolare dell'Economia marcando così la svolta liberista del governo.
Intanto l'Argentina entra in una grave crisi economica e il governo già incapace di affrontare tale situazione ora si ritrova senza maggioranza al Congresso. La situazione diventa ormai insostenibile e molta gente ormai disperata scende in piazza per protestare contro il Presidente ed occupa le banche per ritirare tutti i risparmi che avevano.
In questo clima de la Rúa si dimette e nelle settimane successive si succedono diversi Presidenti ad interim e alla fine fu nominato temporaneamente Eduardo Duhalde.
Il 24 gennaio la direzione nazionale del PJ aveva deciso di non organizzare alcuna elezione primaria per la scelta del candidato presidenziale dando l'oppurtunità ai principali leader delle correnti del partito di candidarsi. Per la prima volta nella sua storia il partito non è stato presente alle elezioni lasciando spazio alle liste corrispondenti alle correnti del partito.

### Candidature
I principali candidati erano inizialmente due: Adolfo Rodríguez Saá che ha costituito il Frente Movimiento Unión y Popular espressione dell'anima di centro del Partito Giustizialista e Carlos Menem, ex Presidente tra il 1989-1999, candidato del movimento Frente por la Lealtad. Menem si presenta ancora una volta con un piano di stampo liberista e impernato sul Consenso di Washington.
Intanto l'ala di sinistra che costituisce la base elettorale del partito e la corrente più importante e più critica delle ultime leadership del giustizialismo si organizza sotto la guida del governatore della Provincia di Santa Cruz Néstor Carlos Kirchner, la più ricca tra le province argentine situata in Patagonia, e del ministro del Turismo Daniel Scioli. Kirchner raccoglie molti consensi anche tra molti socialisti e radicali delusi dal loro partito, presentando un programma socialdemocratico e critico nei confronti degli Stati Uniti d'America e del Fondo Monetario Internazionale, considerati come i responsabili della crisi. Inizialmente Kirchner risultava molto sfavorito perché poco conosciuto ma alla fine riuscirà ad incrementare notevolmente i propri consensi fino a risultare favorito.
La situazione all'interno dell'Unione Civica Radicale non è molto diversa dal PJ ma ha subito diverse scissioni già ai tempi del governo di De la Rúa: la deputata Elisa Carrió nel 2000 si accorda con alcuni partiti socialisti minoritari per fondare il partito Alternativa per una Repubblica Egualitaria di orientamentosocialdemocratico.
Tuttavia l'ala più liberale rivendica l'operato svolto e difendendo la politica intrapresa e si organizza nella lista Movimiento Federal para recrear el crecimiento di stampo liberale.
Ciò che rimane dell'UCR decise di presentare Leopoldo Moreau.

### Alleanze
- Fronte per la Lealtà: Conservador Popular - Cambio con Justicia Social - Por un Nuevo Jujuy (Jujuy) - Demócrata Conservador (Buenos Aires) - Movimiento Popular Unido (Santiago del Estero) - Movimiento Popular Cordobés (Córdoba) - Todos por los Jubilados (Capital Federal) - Movimiento de Acción Vecinal (Córdoba) - Opción Federal (Neuquén) - Encuentro Popular (Santiago del Estero) - Reconquista (Capital Federal) - De la Generación Intermedia (Capital Federal) - Frente de los Jubilados - Movimiento por la Justicia Social (Buenos Aires)
- Fronte per la Vittoria: De la Victoria - Nueva Dirigencia (Jujuy) - Nueva Dirigencia (Capital Federal) - Nacionalista Constitucional - Política Abierta para la Integración Social - Progreso Social (Buenos Aires) - Gestión Estado y Sociedad Todos Ahora (Capital Federal) - Partido Popular (Corrientes) - Acción Popular (Córdoba) - Unión Popular (Salta) - Movimiento de Renovación Cívica (Jujuy) - Acción para el Cambio (Córdoba) - Memoria y Movilización Social (Buenos Aires) - Memoria y Movilización Social (Capital Federal) - Santiago Viable (Santiago del Estero) - Frente de Integración Social para un Cambio en Libertad (Mendoza)
- Movimento Federale per Ricreare la Crescita:: Recrear para el Crecimiento - Confederación Movimiento Federal
- Movimento Popolare Unione e Libertà: Unión y Libertad (San Luis) - Unión y Libertad (Buenos Aires) - Confederación Laborista - Unión Popular

## Risultati
| Candidati            | Candidati                    | Partiti                                              | Voti       | %     |
| Presidente           | Vicepresidente               | Partiti                                              | Voti       | %     |
| -------------------- | ---------------------------- | ---------------------------------------------------- | ---------- | ----- |
| Carlos Saúl Menem    | Juan Carlos Romero           | Fronte per la Lealtà - Unione del Centro Democratico | 4 741 202  | 24,45 |
| Néstor Kirchner      | Daniel Scioli                | Partito Giustizialista                               | 4 313 131  | 22,25 |
| Ricardo López Murphy | Ricardo Gómez Diez           | Movimento Federale per Ricreare per la Crescita      | 3 173 584  | 16,37 |
| Adolfo Rodríguez Saá | Melchor Posse                | Movimento Popolare Unione e Libertà                  | 2 736 091  | 14,11 |
| Elisa Carrió         | Gustavo Gutiérrez            | Alternativa per una Repubblica di Uguali             | 2 723 207  | 14,05 |
| Leopoldo Moreau      | Mario Losada                 | Unione Civica Radicale                               | 453 373    | 2,34  |
| Patricia Walsh       | Marcelo Parrilli             | Sinistra Unita                                       | 332 703    | 1,72  |
| Alfredo Bravo        | Rubén Giustiniani            | Partito Socialista                                   | 217 387    | 1,12  |
| Jorge Altamira       | Eduardo Salas                | Partito Operaio                                      | 139 402    | 0,72  |
| Enrique Venturino    | Federico Manuel Pinto Kramer | Confederación para que se Vayan Todos                | 129 782    | 0,67  |
| Guillermo Sullings   | Liliana Ambrosio             | Partido Humanista                                    | 105 705    | 0,55  |
| José Carlos Arcagni  | Marcelo Daniel Zenof         | Unión Popular                                        | 63 386     | 0,33  |
| Mario Mazziteli      | Adrián Rodolfo Camps         | Partido Socialista Auténtico                         | 50 303     | 0,26  |
| Carlos Zaffore       | Elsa Fabiana Perié           | Movimiento de Integración y Desarrollo               | 47 954     | 0,25  |
| Manuel Herrera       | Eduardo Alfredo Cúneo        | Partido Demócrata Cristiano                          | 47 755     | 0,25  |
| Gustavo Breide Obeid | Ramiro Vasena                | Partido Popular de la Reconstrucción                 | 42 461     | 0,22  |
| Juan Ricardo Mussa   | Roberto Natalio Suárez       | Movimiento por la Dignidad y la Independencia        | 39 505     | 0,20  |
| Ricardo Terán        | José Alejandro Bonacci       | Movimiento por la Dignidad y la Independencia        | 31 766     | 0,16  |
| Totale               | Totale                       | Totale                                               | 19 388 697 | 100   |

Il secondo turno di ballottaggio era previsto per domenica 18 maggio 2003, tra i due candidati più votati, Menem e Kirchner.
Non volendo affrontare una sconfitta prevista, dopo le dichiarazioni di voto degli altri candidati, Menem ha annunciato il 14 maggio che si sarebbe ritirato dal secondo turno, appena quattro giorni prima dell'inizio previsto per il voto.  
Il Congresso ha respinto l'idea di annullare le elezioni e tenerle nuovamente, ed è stata esclusa anche la proposta di tenere il ballottaggio con Kirchner e López Murphy come candidati (lo stesso López Murphy ha dichiarato che non avrebbe comunque accettato di candidarsi).  Il 18 maggio, non trovando altra soluzione costituzionale, il Congresso ha dichiarato Kirchner presidente eletto.